# 国鉄8350形蒸気機関車
8350形は、かつて日本国有鉄道の前身たる鉄道院・鉄道省に在籍したテンダ式蒸気機関車である。

## 概要
元は、1894年（明治27年）に山陽鉄道がアメリカのボールドウィン社で4両（製造番号14126 - 14129）を製造した、車軸配置2-6-0(1C)、2気筒単式の飽和式テンダ機関車である。メーカーでの種別番号は8-26D、山陽鉄道での形式は7形、番号は当初34 - 37の予定であったが、播但鉄道から譲り受けたタンク機関車（後の鉄道院3400形）を34としたため、35 - 38とした。そのため、製造番号との対応は逆順となっている。
形態は典型的なアメリカ古典形で、ボイラーはストレートトップ型、第1缶胴上に蒸気ドームが、第3缶胴上に砂箱が設けられていた。また、煙室の側面から端梁にはブレース（支柱）が渡されている。炭水車は3軸で、後位側が2軸ボギー台車とされた、片ボギー式である。
前年製造された5形（後の鉄道院8450形）は、ヴォークレイン4シリンダ複式で動輪直径がやや小さい程度の同系車で、シリンダ、固定軸距、炭水車の寸法などが共通していた。
1906年（明治39年）の山陽鉄道国有化にともなって国有鉄道籍となり、1909年（明治39年）に制定された鉄道院の車両形式称号規程により、8350形（8350 - 8353）と改称された。
国有化後、山陽線東部のほか関西線東部、山陰線に分散したが、大正中期以降は山陽線中部以西、関西線東部で貨物列車牽引用に使用されていた。廃車は、8350が1922年（大正11年）5月、残りが同年12月で、払下げられたもの、保存されたものはない。

## 主要諸元
- 全長 : 14,859mm
- 全高 : 3,658mm
- 全幅 : 2,371mm
- 軌間 : 1,067mm
- 軸配置 : 2-6-0(1C)
- 動輪直径 : 1,372mm
- 弁装置 : スチーブンソン式アメリカ型
- シリンダー（直径×行程） : 406mm×559mm
- ボイラー圧力 : 11.2kg/cm2
- 火格子面積 : 1.49m2
- 全伝熱面積 : 93.4m2
  - 煙管蒸発伝熱面積 : 84.3m2
  - 火室蒸発伝熱面積 : 9.1m2
- ボイラー水容量 : 3.6m3
- 小煙管（直径×長サ×数） : 44.5mm×3,226mm×187本
- 機関車運転整備重量 : 39.35t
- 機関車空車重量 : 35.21t
- 機関車動輪上重量（運転整備時） : 34.29t
- 機関車動輪軸重（第2動輪上） : 12.25t
- 炭水車重量（運転整備） : 21.06t
- 炭水車重量（空車） : 11.17t
- 水タンク容量 : 8.07m3
- 燃料積載量 : 2.54t
- 機関車性能
  - シリンダ引張力 : 6,400kg
- ブレーキ装置 : 手ブレーキ、蒸気ブレーキ